# Libere elezioni (Polonia-Lituania)

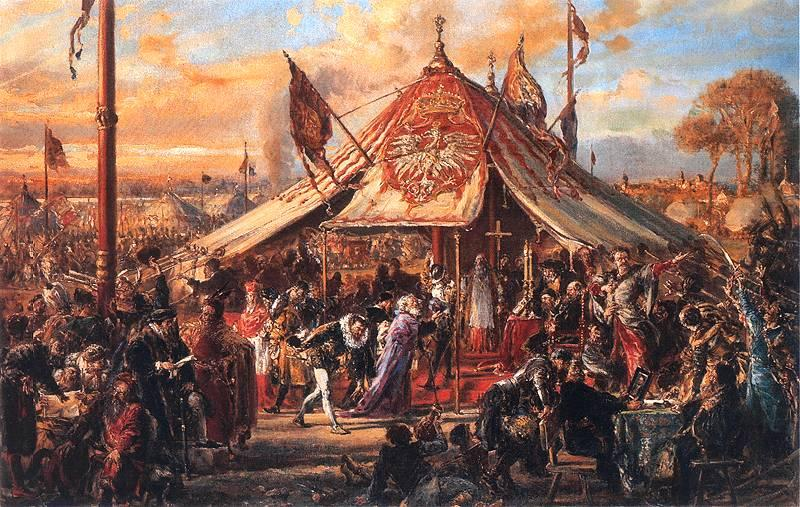
La prima elezione reale polacca, di Enrico III di Francia nel 1573 (dipinto di Jan Matejko del 1889)

Le libere elezioni (in polacco wolna elekcja) o elezioni reali erano le votazioni tramite le quali i nobili della Confederazione polacco-lituana sceglievano il nuovo sovrano. Sulla base di tradizioni risalenti ai secoli precedenti dello Stato polacco, sedimentatesi durante il dominio dei Piast e degli Jagelloni, raggiunsero la loro forma finale nel periodo circoscritto tra il 1572 e il 1791. Furono abolite dalla costituzione polacca di maggio, la quale istituì il 3 maggio 1791 una monarchia costituzionale-parlamentare.

## Storia

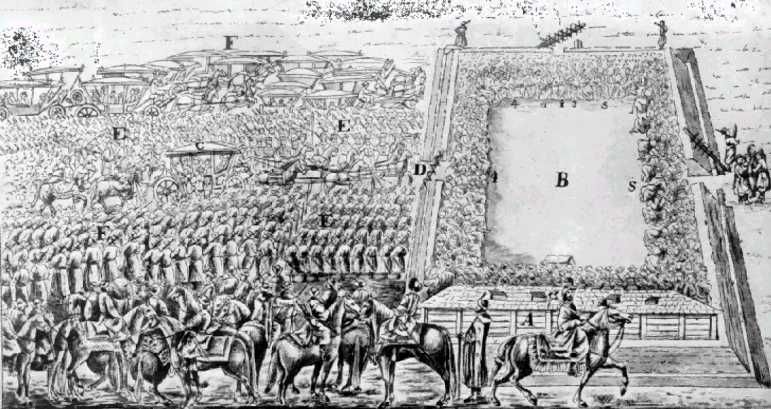
Elezione di Michał Korybut Wiśniowiecki (Michele I) come re di Polonia a Wola, alle porte di Varsavia (1669)

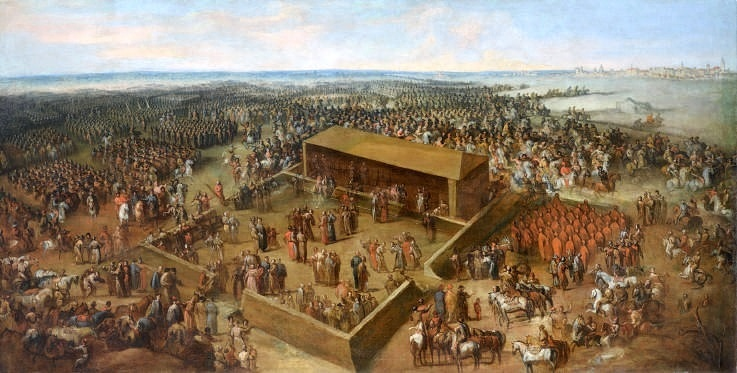
Elezione di Augusto II il Forte a Wola, fuori Varsavia (1697). Dipinto di Jean-Pierre Norblin de La Gourdaine

La tradizione di eleggere il sovrano del paese, che avveniva quando non appariva un chiaro erede al trono, o per confermare la nomina dell'erede, risale all'inizio dello stato polacco. Sopravvivono leggende dell'elezione risalente al IX secolo del leggendario capostipite della prima famiglia reale polacca, Piast di Polonia, e di una scelta simile riservata a suo figlio, Siemowit (evento che avrebbe permesso la nomina di un sovrano polacco un secolo prima degli antichi islandesi ad opera dell'Althing). Tuttavia, le fonti di quell'epoca storica sono molto scarse ed è difficile stimare se quelle operazioni costituissero più di una formalità. Il privilegio elettorale, esercitato durante raduni noti come wiec, era solitamente limitato ai nobili più potenti (i magnati) o funzionari (specie uno starosta o uno zupano), ed erano fortemente influenzati dalle tradizioni locali e dalla forza del sovrano.
Le tradizioni mutarono in diverse regioni della Polonia durante il periodo della frammentazione interna. Nel Ducato di Masovia, dominava il principio ereditario, ma nel Ducato di Cracovia, le elezioni divennero sempre più importanti; in altre zone, si assisteva a un connubio tra entrambi gli elementi. Nel XII o XIII secolo, i wiec limitarono la partecipazione ad aristocratici e funzionari di alto rango: a livello nazionale, nel 1306 e nel 1310, possono essere intesi come un precursore del sejm generale (parlamento polacco).
Le procedure rafforzarono il potere dell'elettorato, poiché il contendente al trono prendeva sempre più in considerazione la possibilità di rilasciare promesse che si impegnava a mantenere in loro favore in caso di salita sul trono. Venceslao II di Boemia eseguì la prima di una lunga serie, il privilegio di Litomyšl, nel 1291. Tuttavia, per la maggior parte dell'arco temporale in cui amministrarono la Polonia i Piast, gli elettori abitualmente approvavano governanti di quella dinastia, in conformità dunque con il principio di discendenza ereditaria. La famiglia regnante cessò di esistere con la morte senza eredi dell'ultimo dei Piast polacchi della linea principale, Casimiro III il Grande, nel 1370.
In una pietra miliare per il processo delle libere elezioni, il nipote di Casimiro, Luigi I d'Ungheria, divenne re dopo l'accordo tra lui, Casimiro III il Grande e la nobiltà polacca (privilegio di Buda). Luigi non ebbe figli, circostanza che creò un altro dilemma per la successione al trono polacco: nel tentativo di assicurarsi il trono di Polonia per la sua linea, radunò i nobili e cercò la loro approvazione per mantenere una delle sue figlie come regina regnante di Polonia in cambio del privilegio di Koszyce (1374).
La successiva elezione di un re polacco era avvenuta nel 1386, con la scelta di Ladislao II Jagellone (Jogaila), granduca di Lituania, come primo re della seconda dinastia di Polonia. Ladislao II celebrò le nozze con una figlia di Luigi I, Edvige di Polonia, ma non aveva alcuna garanzia che la sua dinastia sarebbe continuata sul trono: per assicurarsene, avrebbe dovuto concedere ulteriori privilegi alla nobiltà, cosa che dovette fare dopo il 1420. Il consiglio reale scelse i candidati, mentre i delegati degli aristocratici e delle città li confermavano durante il sejm. La regola dell'elezione rimase in vigore per quasi tutti i due secoli in cui rimasero al potere gli Jagelloni ma, proprio come ai tempi dei Piast, in realtà si trattava di una semplice conferma dell'erede prossimo al trono.
Si potrebbe descrivere la monarchia della Polonia a quel tempo come "la monarchia ereditaria con una legislatura elettiva". Una delle ragioni principali riguardava il desiderio da parte della nobiltà polacca di mantenere l'unione polacco-lituana, mentre la dinastia Jagellone ricopriva il ruolo di governanti ereditari del Granducato di Lituania. Tuttavia, la pretesa di avere una scelta elettorale rimase importante per la nobiltà, e quando nel 1530 Sigismondo I il Vecchio tentò di assicurarsi il trono ereditario per suo figlio di 10 anni, ci fu una crisi politica, e il parlamento polacco, il Sejm generale, decretò che un nuovo monarca potesse essere scelto durante la vita del suo predecessore (ovvero vivente rege).
Nel 1572, la dinastia polacca Jagellone si estinse alla morte, senza successore, del re Sigismondo II Augusto. Durante il successivo interregno, l'ansia per la sicurezza della Confederazione alla fine portò ad accordi tra le classi politiche che in attesa dell'elezione di un nuovo re, il primate cattolico di Polonia avrebbe esercitato l'autorità suprema, agendo come interrex; e quella speciale confederazione "incappucciata" (in polacco: konfederacje kapturowe, dal nome dei cappucci tradizionalmente indossati dai loro membri) della nobiltà assumerebbe il potere in ciascuna regione del paese. Cosa più importante, tuttavia, i polacchi decisero che, avrebbero scelto il prossimo re per elezione, e alla fine stabilirono i termini di tale elezione in una convocazione sejm (sejm konwokacyjny) nel 1573. Su iniziativa degli aristocratici della Polonia meridionale, sostenuti dal futuro Gran Cancelliere della Corona ed etmano Jan Zamoyski, tutti i membri di sesso maschile della szlachta che si riunivano per le votazioni sarebbero diventati elettori. Qualsiasi nobile cattolico poteva candidarsi alle elezioni, ma in pratica solo aristocratici ricchi e potenti di dinastie straniere o magnati della Repubblica delle Due Nazioni avevano una seria possibilità di considerazione. Dopo le prime "libere elezioni", le modalità dapprima sperimentate assunsero la loro forma definitiva, che sarebbe rimasta stabile per i due secoli successivi.
In particolare alla fine del XVII e XVIII secolo, l'instabilità politica derivante dalle elezioni portò numerosi scrittori politici a suggerire importanti cambiamenti al sistema; i riferimenti riguardavano nello specifico ad esempio il limitare le elezioni ai soli candidati polacchi ("elezione di un Piast"). Tuttavia, nessuno dei progetti trovò uno sbocco legislativo e, alla fine, la Costituzione polacca di maggio, entrata in vigore nel 1791, eliminò la pratica di eleggere il capo di Stato.

## Procedure di elezione

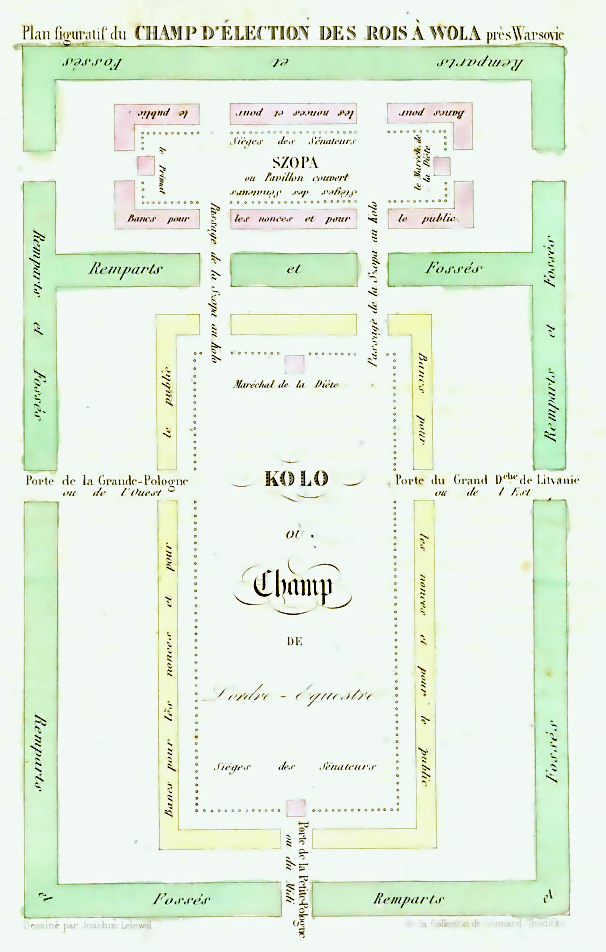
Pianta del campo elettivo dei re polacchi a Wola vicino a Varsavia

Tre sejm speciali gestivano il processo dell'elezione reale nel periodo di interregno:
- Convocazione del Sejm (Sejm konwokacyjny), che si teneva alla morte o all'abdicazione di un re da parte del primate di Polonia.[18] I deputati si concentravano sull'individuazione delle date, sulle procedure di svolgimento dell'elezione (in particolare, preparazione dei pacta conventa, atti di privilegio su cui il monarca doveva giurare) e sulla selezione dei candidati.[18] Durava in genere due settimane.[19]
- Sejm elettivo (Sejm elekcyjny), attivo quando la nobiltà votava per il candidato al trono. Essendo aperto a tutti i membri della nobiltà, spesso aveva molti più partecipanti di un normale sejm.[18][20] Il numero esatto dei partecipanti non è mai stato registrato e si stima che oscillò nel corso dei secoli da 10.000 a oltre 100.000; malgrado quest'ultima cifra, bisogna tener presente che i numeri abituali tendevano si attestavano intorno ai 10.000-15.000 presenti.[16][21] Le procedure di votazione potevano trascinarsi per giorni (nel 1573 ne trascorsero quattro per arrivare a un risultato) e l'intero sejm era previsto durasse al massimo sei settimane.[21][19] Per gestire l'aumento del numero, si preferì spostare la sede da Cracovia a Wola, che costituiva nell'età moderna un sobborgo nei pressi di Varsavia.[18][22] Ai candidati reali era vietato partecipare in prima persona, ma gli veniva consentito di inviare dei rappresentanti in loco al fine di assistere alle procedure di votazione.[19] I nobili presenti avrebbero discusso delle loro preferenze prima di partecipare al sejm elettorale, durante le sessioni dei sejmik locali, ma spesso le questioni si trasformavano in accesi dibattiti che si trascinavano per giorni e portavano a combattimenti e dissapori.[16] Nel 1764, in occasione della riunione che si rivelò decisiva per il destino della Polonia, la morte di tredici aristocratici, un numero "sorprendentemente tranquillo" rispetto alle votazioni passate, accompagnò l'intronizzazione di Stanislao II Augusto avvenuta infine il 25 novembre.[22]
- Sejm dell'incoronazione (Sejm koronacyjny), che aveva luogo a Cracovia, dove la cerimonia di incoronazione era tradizionalmente tenuta dal primate, che cedeva i suoi poteri al sovrano appena nominato.[23] Doveva durare due settimane e nel corso di quest'arco temporale il re eletto seguiva varie cerimonie e formalità, come il giuramento di rispettare i pacta conventa e gli articoli enriciani.[23] L'incoronazione fisica si teneva presso la Cattedrale del Wawel e vi furono solo due eccezioni, avvenute entrambe a Varsavia: la nomina di Stanislao Leszczyński e quella di Stanislao II Augusto Poniatowski.[22]

## Criticità

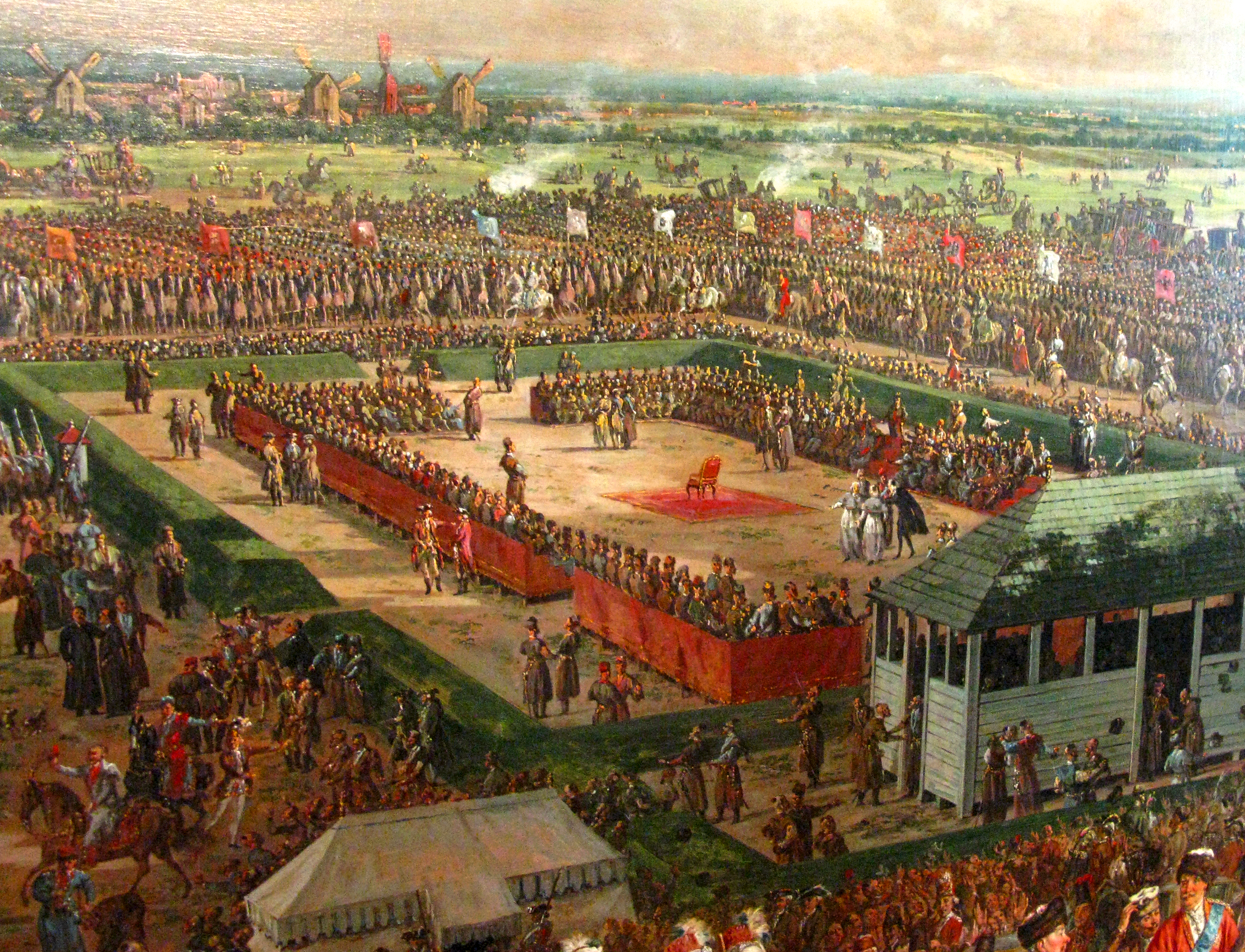
Elezione di Stanislao Augusto Poniatowski nel 1764

Le elezioni svolsero un ruolo importante nel ridurre il potere del monarca e costituirono pertanto un fattore significativo nell'impedire l'ascesa di una monarchia assoluta nella Confederazione, in virtù della presenza di un forte esecutivo. Una delle disposizioni dei pacta conventa includeva in particolare il diritto di resistenza (rokosz) per la nobiltà se considerava il re non aderente alle leggi dello stato. La dottrina politica della Polonia-Lituania era riassumibile nella massima "il nostro stato è una repubblica sotto la presidenza del re". Il cancelliere Jan Zamoyski riassunse questa dottrina quando affermò: Rex regnat et non-gubernat ("Il re regna ma non governa"): per questo motivo si soleva indicare la Confederazione anche come Repubblica.
Pur introducendo apparentemente una procedura molto democratica, le libere elezioni, in pratica, comportarono una grave inefficienza e paralisi del governo confederato. Le elezioni, aperte a tutta la nobiltà, resero possibile per i magnati esercitare un controllo significativo sulle fasce inferiori dell'aristocrazia polacco-lituana, oltre che condizionare l'andamento stesso delle elezioni.
Una simile procedura di nomina del sovrano, che appariva un caso unico in Europa, comportò in alcune occasioni l'ingerenza di dinastie straniere nella politica interna polacca. Quando infatti accadeva che i magnati non riuscissero a trovare un accordo, due candidati si proclamavano re e ciò dava luogo a guerre civili (in particolare, la guerra di successione polacca del 1587–1588 e quella del 1733–1738 con conflitti su scala minore avvenuti pure nel 1576 e nel 1697). Negli ultimi anni di esistenza della Confederazione, si assistette a elezioni reali che generarono molteplici lotte intestine e instabilità; Lerski descrive la difficile situazione sperimentata dalla Polonia del Settecento alla stregua di un'anarchia.

## Elenco delle elezioni
Nel periodo di esistenza della Repubblica delle Due Nazioni, in Polonia si tennero 10 elezioni (composte dalla convocazione, elezione e incoronazione del sejmik), con la conseguente nomina di 11 re.
| Convocazione del Sejm | Sejm elettivo  | Incoronazione Sejm | Re eletto (nazionalità, regno)                                | Annotazioni | Altri candidati |
| --------------------- | -------------- | ------------------ | ------------------------------------------------------------- | --- | --- |
| Gennaio 1573          | Aprile 1573    | Febbraio 1574      | Enrico III di Francia (francese, 1573–1574)                   | Primo re della Confederazione. Abdicò per salire sul trono di Francia | - Arciduca Ernesto d'Austria - Giovanni III di Svezia - Ivan IV di Russia - Fëdor I di Russia - Alfonso II d'Este - Guglielmo di Rosenberg - Jerzy Jazłowiecki - Jan Kostka - Wawrzyniec Słupski |
| Agosto 1574           | Novembre 1575  | Marzo 1576         | Stefano I Báthory (ungherese, 1576–1586)                      | Anche Principe di Transilvania, sposò Anna Jagellona: la sua contestata elezione portò alla ribellione di Danzica (1575-1577)                                                          | - Massimiliano II d'Asburgo - Ernesto d'Austria - Ferdinando II d'Austria - Giovanni III di Svezia - Ivan IV di Russia - Fëdor I di Russia - Alfonso II d'Este - Andrzej Tęczyński - Guglielmo di Rosenberg |
| Febbraio 1587         | Giugno 1587    | Dicembre 1588      | Sigismondo III Vasa (1587–1632)                               | Nato in Svezia e figlio di Caterina Jagellona, anche la sua elezione fu contestata e portò alla guerra di successione polacca del 1587-1588)                                           | - Massimiliano III d'Austria - Fëdor I di Russia - Ferdinando II d'Austria - Mattia d'Asburgo - Ernesto d'Austria |
| Giugno 1632           | Settembre 1632 | Febbraio 1633      | Ladislao IV Vasa (1632–1648)                                  | Figlio di Sigismondo III | - Gustavo II Adolfo di Svezia |
| Luglio 1648           | Ottobre 1648   | Gennaio 1649       | Giovanni II Casimiro Vasa (1648–1668)                         | Figlio di Sigismondo III e fratello di Ladislao IV. Abdicò nel 1668 | - Zsigmond Rákóczi - Carlo Ferdinando Vasa |
| Novembre 1668         | Maggio 1669    | Ottobre 1669       | Michał Korybut Wiśniowiecki Michele I (1669–1673)             | | Divenuto famoso per via della sua grande capacità come generale sul campo di battaglia - Luigi II di Borbone-Condé - Enrico III Giulio di Borbone-Condé - Filippo Guglielmo del Palatinato - Carlo V di Lorena - Alessio I Romanov - Alexej Alexejevič - Fëdor III di Russia - Cristina di Svezia - Federico Guglielmo I di Brandeburgo - Adil Giray - Giacomo II d'Inghilterra - Dymitr Jerzy Wiśniowiecki - Aleksander Janusz Zaslawski - Aleksander Polanowski |
| Gennaio 1674          | Aprile 1674    | Febbraio 1676      | Giovanni III Sobieski (1674–1696)                             | | - Luigi II di Borbone-Condé - Filippo Guglielmo del Palatinato - Carlo V di Lorena - Giorgio di Danimarca - Luigi Tommaso di Savoia-Soissons - Michele I Apafi |
| Agosto 1696           | Maggio 1697    | Novembre 1697      | Augusto II il Forte (sassone, 1697–1706; 1709–1733)           | Temporaneamente sostituito da Stanislao I Leszczyński (1704–1709) a causa della grande guerra del Nord, la sua nomina fu contestata e generò una guerra civile durata dal 1704 al 1706 | - Francesco Luigi di Borbone-Conti - Carlo III Filippo del Palatinato - Leopoldo di Lorena - Luigi Guglielmo di Baden-Baden - Giacomo Luigi Sobieski - Massimiliano II Emanuele di Baviera - Livio Odescalchi |
| Aprile 1733           | Agosto 1733    | Gennaio 1734       | Stanislao I Leszczyński (1733–1736)                           | Elezione contestata, portò alla guerra di successione polacca, vinta da Augusto III di Polonia (Sassone, 1733–1763), figlio di Augusto II                                              | - Manuele Giuseppe di Braganza |
| Maggio 1764           | Agosto 1764    | Dicembre 1764      | Stanisław August Poniatowski Stanislao II Augusto (1764–1795) | Ultimo re della Confederazione, abdicò alla fine del suo mandato | - Federico Cristiano di Sassonia - Adam Kazimierz Czartoryski - Michał Kazimierz Ogiński - Jan Klemens Branicki |